# Docalidia meditabundus
Docalidia meditabundus är en insektsart som beskrevs av Spångberg 1878. Docalidia meditabundus ingår i släktet Docalidia och familjen dvärgstritar. Inga underarter finns listade i Catalogue of Life.